# Werner Theunissen (songwriter)
Werner Theunissen (Heerlen, 12 mei 1942 - Verenigd Koninkrijk, 18 januari 2010) was een Nederlands (bas)gitarist, gitaarleraar, songwriter en componist. In de jaren zestig en zeventig speelde hij in enkele bands, maar hij werd vooral bekend als songwriter  voor Pussycat. Hij schreef minstens 55 Pussycat nummers, waaronder de nummer-1 hits Mississippi en My broken souvenirs, en de top-10 hits Georgie en Smile.

## Biografie
Theunissen speelde rond 1964 in The Rocking Apaches. Vervolgens speelde hij voor de The Entertainers, een stevige Indo-rockband die in 1965 en 1966 enkele singles uitbracht. Ondertussen werd hij de gitaarleraar van o.a. Tonny Kowalczyk, de latere zangeres van Pussycat. Theunissen speelde rond 1973 ook in de voorloper ervan, Sweet Reaction.
Hij was echter vooral betrokken als songwriter voor de drie zussen. Voor Sweet Reaction schreef hij twee liedjes die op de A-kant van een single terechtkwamen, Tell Alain (1971) en Daddy (1975). Als Sally Lane bracht Tonny Willé de solosingle For you (1973) uit waarvoor hij de tekst leverde.
Hij schreef minstens 55 nummers voor Pussycat alleen. Van hun elpee First of all (1976) waren elf van de twaalf van zijn hand. Hieronder bevond zich ook Mississippi die wereldwijd aansloeg en in 14 landen een nummer 1-notering behaalde. Het nummer werd daarnaast vele malen gecoverd, zoals door Lucille Starr, Barbara Fairchild, Claw Boys Claw, Jonathan King, Matchbox, Jo Vally, Raymond Lefèvre, Roy Etzel en Pepel in Kri, en door artiesten in andere talen als het Zweeds, Deens en Hebreeuws.
 Anders dan Pussycat behaalde Fairchild wel een hitnotering in de VS met een nummer 31-notering in 1976 in de Hot Country Songs.
Andere hits die hij voor Pussycat schreef, waren bijvoorbeeld My broken souvenirs, Georgie, Smile en Wet day in September. Ook werden enkele van deze nummers meermaals gecoverd. Bijvoorbeeld behaalden Koos Alberts & Yvon in 1996 nog een hit met De zomerzon (cover van Smile), maar er waren vooral ook veel covers in het buitenland. Ook toen Tonny Willé na het uiteenvallen van de band verderging met een solocarrière, bleef Theunissen liedjes voor haar schrijven. In november 2012 droeg ze postuum zijn nummer Impressions aan hem op.
Theunissen overleed in 2010 in een restaurant in het Verenigd Koninkrijk. Hij werd 67 jaar oud.

## Geluidsbestand
| Impressions Impressions werd geschreven door Theunissen en door Toni Willé postuum uitgebracht en aan hem opgedragen ( download · info ) |